# Остров Пол

Остров Пол (на английски: Paul Island) е 8-ият по големина остров в провинция Нюфаундленд и Лабрадор. Площта му е 179 км2, която му отрежда 115-о място сред островите на Канада. Необитаем.
Островът се намира на 1.3 км от източния бряг на полуостров Лабрадор, на 4,7 км от градчето Нейн, разположено на брега на континента и на 8,4 км южно от по-големия остров Саут Олатсивик. На север от протока Страткона се намират няколко по-малки острова – Родес, Хилсбъри, ред и д руги, а южно от протока Бридж Пасаж – островите Палунгитак, Такток, Ниатак, Уигортлек и на 3,5 км Кикертавак.
Бреговата линия с дължина 171 км е изключително силно разчленена. Островът представлява два големи полуострова – Северен и Южен, съединени с тесен (1,5 км) провлак, представляващ върховете на дълбоко брязаните в сушата заливи – Тен Майл от запад и Дук от изток. На източното крайбрежие има още един по-голям залив Форд Харбър. Дължината на острова от запад на изток е 31,3 км, а максималната му ширина е 7,5 км
Релефът е хълмист и нископланински с маскимална височина от 454 м в западната част на Северния полуостров. Максималната височина на южния полуостров е 305 м. Има няколко езера, най-голямо от които е разположено в източната част на Южния полуостров. По бреговете на залива Тен Майл има тундрова растителност, а останалата част са голи скали, п окрити единствено с мъхове и лишеи.
Източното крайбрежие на острова най-вероятно е открито от португалския мореплавател Гашпар Кортереал (1450-1501) през 1500-1501 г., а островното му положение е доказано чак през XIX в. след извършване на детайлни топографски картирания по цялото източно крайбрежие на п-ов Лабрадор.